# チャーリー永谷のCOUNTRY SUNSHINE!!
チャーリー永谷のCOUNTRY SUNSHINE!!（チャーリーながたにのカントリーサンシャイン）は、RKKラジオで放送されていたラジオ番組（カントリー・ミュージックを中心とした音楽番組）。

## 概要・番組内容
1999年10月16日開始。日本におけるカントリー・ミュージックの第一人者であるチャーリー永谷が、カントリーの楽曲の魅力や曲にまつわるエピソード、本場米国のカントリー文化等について紹介し語る番組。
尚、この番組以前にもチャーリーはRKKラジオで冠番組「チャーリー永谷のミスターカントリー」を担当しており、これを合わせるとRKKラジオでのチャーリーのレギュラー番組は（中断期間はあるものの）、2021年時点で40年以上 に亘って続いていたこととなる。
番組名は、チャーリーが主催し、2009年迄春頃に熊本市民会館で開催されていた同名のカントリーイベントから拝借したもの。
2021年3月17日に更新された公式ブログの投稿において、同月28日での放送終了が発表された。1936年生まれのチャーリーが高齢（終了時点で85歳）になったことと、パートナーである福島及びディレクターである宮脇利充（元同局アナウンサー）の定年退職、スポンサーの降板等の理由が重なっての終了となった。

## 出演者

### パーソナリティ
- チャーリー永谷（カントリーシンガー・カントリーサルーン「GOOD TIME CHARLIE」マスター）
- 福島絵美（RKKアナウンサー〈当時〉、2013年10月6日[7] - 2021年3月28日）

### 過去のパーソナリティ
- 小宮恵子（RKKラジオ編成制作部ディレクター〈当時〉、元RKKアナウンサー。1999年 - 2010年）
- 岡村清香（RKKアナウンサー〈当時〉[注釈 4]、2010年 - 2013年9月29日）

## エピソード
- 2021年現在では一般的になっている事項だが、1999年の番組開始当初から、当時のRKKラジオの番組としては珍しくEメールでも投稿を募集していた[8]。
- 長時間コンプレックス特番枠「RKK開局60周年記念・あしたがRパーク あしたがR!ラジオもR! 32時間ほぼ生放送!」に内包され、2013年10月13日に8:30 - 9:30の枠で生放送された1時間スペシャルでは、チャーリー、福島のほか、スペシャルパーソナリティとして宮原恵津子[注釈 5] が出演。チャーリーは生演奏を披露した[9]。